# 1956. évi nyári olimpiai játékok
Az 1956. évi nyári olimpiai játékokat, hivatalos nevén a XVI. nyári olimpiai játékokat 1956. november 22. és december 8. között rendezték az ausztráliai Melbourne-ben. Ez volt az első ötkarikás találkozó a déli féltekén. Több akadály is tornyosult az ausztráliai versenyek elé, az északi féltekén téli időjárás van ebben az évszakban, nem a legjobb formában vannak az északi országok sportolói. A rendező Victoria állam csak a központi kormány pénzügyi segítségével tudta felépíteni a szükséges létesítményeket. 1955 végéig Róma mint esetleges rendező állt készenlétben, ha nem sikerül felépíteni a rendezéshez kellő szállásokat, sportcsarnokokat.
A szigorú ausztrál állat-egészségügyi szabályok miatt a lovasversenyeket Svédország fővárosában, Stockholmban kellett megrendezni. Június 11. és 17. között versenyeztek a lovasok hat aranyéremért: Svédország három, Németország kettő, Nagy-Britannia pedig egy győzelmet aratott.
Melbourne-ben 67 nemzet versenyzői álltak rajthoz. Az 1956-os év politikai eseményei, a szuezi válság és a magyar forradalom miatt több ország (például: Hollandia, Spanyolország, Svájc) lemondta a részvételt, de a magyar sportolók ott voltak. Egyiptom, Irak, Libanon azért bojkottált, mert Izrael elfoglalta a Szuezi-csatornát.
Az ünnepélyes megnyitón II. Erzsébet brit királynő jelenlétében Fülöp edinburgh-i herceg mondta a megnyitó szavakat.

## Érdekességek
- Az olimpia legeredményesebb versenyzői Keleti Ágnes magyar és Larisza Latinyina szovjet tornásznők voltak, mindketten három egyéni és egy csapatgyőzelemnek voltak részesei.
- A tizennyolc éves ausztrál Betty Cuthbert atlétikában megnyerte a 100, 200 méteres futószámot és tagja volt a győztes 4x100 méteres váltónak is.
- Atlétikában Vlagyimir Kuc szovjet atléta nyert 5000 és 10 000 méteren, új olimpiai csúccsal.
- A veterán Shirley Strickland megismételte négy évvel korábbi, 80 méteres gátfutó győzelmét és aranyat nyert a váltóval is.
- Papp László ökölvívásban harmadik olimpiai bajnokságát nyerte meg.
- Úszószámokban taroltak a hazai versenyzők: Murray Rose és Dawn Fraser jóvoltából, megnyertek minden gyorsúszószámot.
- Olimpiai vérfürdő néven híresült el a Magyarország - Szovjetunió vízilabdamérkőzés, a verekedésbe torkolló összecsapást 4:0-ra nyerte meg a magyar csapat. Ez az esemény megjelent a Szabadság, szerelem című mozifilmben is, melynek kerettörténetét, az 1956-os forradalom eseményei mellett, a magyar férfi vízilabda válogatott olimpiai felkészülése adta.

## Részt vevő nemzetek
Vastagítással kiemelve azok az nemzetek, amelyek első alkalommal vettek részt nyári olimpián.
- Afganisztán (AFG) (12 – 12 férfi)
- Argentína (ARG) (35 – 34 férfi, 1 nő)
- Ausztrália (AUS) (298 – 254 férfi, 44 nő)
- Ausztria (AUT) (34 – 29 férfi, 5 nő)
- Bahama-szigetek (BAH) (4 – 4 férfi)
- Belgium (BEL) (57 – 53 férfi, 4 nő)
- Bermuda (BER) (3 – 3 férfi)
- Brazília (BRA) (47 – 46 férfi, 1 nő)
- Brit Guyana (GUY) (4 – 3 férfi, 1 nő)
- Bulgária (BUL) (47 – 44 férfi, 3 nő)
- Burma (BIR) (11 – 11 férfi)
- Ceylon (CEY) (3 – 3 férfi)
- Chile (CHI) (33 – 32 férfi, 1 nő)
- Csehszlovákia (TCH) (63 – 51 férfi, 12 nő)
- Dánia (DEN) (37 – 31 férfi, 6 nő)
- Dél-afrikai Unió (RSA) (50 – 44 férfi, 6 nő)
- Dél-Korea (KOR) (35 – 35 férfi)
- Egyesült Államok (USA) (305 – 258 férfi, 47 nő)
- Egyesült Német Csapat (EUA) (167 – 140 férfi, 27 nő)
- Etiópia (ETH) (12 – 12 férfi)
- Észak-Borneó (NBO) (2 – 2 férfi)
- Fidzsi-szigetek (FIJ) (5 – 5 férfi)
- Finnország (FIN) (71 – 70 férfi, 1 nő)
- Franciaország (FRA) (145 – 127 férfi, 18 nő)
- Fülöp-szigetek (PHI) (39 – 35 férfi, 4 nő)
- Görögország (GRE) (13 – 13 férfi)
- Hongkong (HKG) (2 – 2 férfi)
- India (IND) (59 – 58 férfi, 1 nő)
- Indonézia (INA) (22 – 20 férfi, 2 nő)
- Irán (IRI) (17 – 17 férfi)
- Írország (IRL) (18 – 17 férfi, 1 nő)
- Izland (ISL) (2 – 2 férfi)
- Izrael (ISR) (3 – 2 férfi, 1 nő)
- Jamaica (JAM) (6 – 6 férfi)
- Japán (JPN) (112 – 96 férfi, 16 nő)
- Jugoszlávia (YUG) (35 – 32 férfi, 3 nő)
- Kanada (CAN) (96 – 81 férfi, 15 nő)
- Kenya (KEN) (25 – 24 férfi, 1 nő)
- Kínai Köztársaság (ROC) (20 – 20 férfi)
- Kolumbia (COL) (26 – 26 férfi)
- Kuba (CUB) (16 – 15 férfi, 1 nő)
- Lengyelország (POL) (64 – 49 férfi, 15 nő)
- Libéria (LBR) (4 – 4 férfi)
- Luxemburg (LUX) (11 – 10 férfi, 1 nő)
- Magyarország (HUN) (111 – 91 férfi, 20 nő)
- Malájföld (MAL) (33 – 32 férfi, 1 nő)
- Mexikó (MEX) (24 – 21 férfi, 3 nő)
- Nagy-Britannia (GBR) (197 – 168 férfi, 29 nő)
- Nigéria (NGR) (10 – 10 férfi)
- Norvégia (NOR) (22 – 19 férfi, 3 nő)
- Olaszország (ITA) (135 – 120 férfi, 15 nő)
- Pakisztán (PAK) (55 – 55 férfi)
- Peru (PER) (8 – 8 férfi)
- Portugália (POR) (12 – 12 férfi)
- Puerto Rico (PUR) (10 – 10 férfi)
- Románia (ROU) (50 – 39 férfi, 11 nő)
- Svédország (SWE) (97 – 83 férfi, 14 nő)
- Szingapúr (SIN) (49 – 47 férfi, 2 nő)
- Szovjetunió (URS) (281 – 242 férfi, 39 nő)
- Thaiföld (THA) (35 – 35 férfi)
- Törökország (TUR) (19 – 19 férfi)
- Trinidad és Tobago (TRI) (6 – 6 férfi)
- Uganda (UGA) (3 – 3 férfi)
- Új-Zéland (NZL) (51 – 43 férfi, 8 nő)
- Uruguay (URU) (21 – 21 férfi)
- Venezuela (VEN) (22 – 22 férfi)
- Vietnám (VIE) (6 – 6 férfi)

A Melbourne-i olimpián nem, csak a stockholmi lovasversenyeken voltak jelen az alábbi országok:
| - Egyiptom (EGY) (3 – 3 férfi) - Hollandia (NED) (1 – 1 férfi) - Kambodzsa (CAM) (2 – 2 férfi) - Spanyolország (ESP) (6 – 6 férfi) - Svájc (SUI) (9 – 9 férfi) |

## Olimpiai versenyszámok
| Versenyszámok az 1956. évi nyári olimpiai játékokon |        |        |        |        |        |          |
| Sportág, szakág                                     | Egyéni | Egyéni | Csapat | Csapat | Csapat |          |
| Sportág, szakág                                     | férfi  | női    | férfi  | női    | vegyes | összesen |
| Atlétika                                            | 22     | 8      | 2      | 1      | 0      | 33       |
| Birkózás                                            | 16     | 0      | 0      | 0      | 0      | 16       |
| Evezés                                              | 1      | 0      | 6      | 0      | 0      | 7        |
| Gyeplabda                                           | 0      | 0      | 1      | 0      | 0      | 1        |
| Kajak-kenu                                          | 4      | 1      | 4      | 0      | 0      | 9        |
| Kerékpározás                                        | 3      | 0      | 3      | 0      | 0      | 6        |
| Kosárlabda                                          | 0      | 0      | 1      | 0      | 0      | 1        |
| Labdarúgás                                          | 0      | 0      | 1      | 0      | 0      | 1        |
| Lovaglás                                            | 3      | 0      | 3      | 0      | 0      | 6        |
| Műugrás                                             | 2      | 2      | 0      | 0      | 0      | 4        |
| Ökölvívás                                           | 10     | 0      | 0      | 0      | 0      | 10       |
| Öttusa                                              | 1      | 0      | 1      | 0      | 0      | 2        |
| Sportlövészet                                       | 7      | 0      | 0      | 0      | 0      | 7        |
| Súlyemelés                                          | 7      | 0      | 0      | 0      | 0      | 7        |
| Torna                                               | 7      | 4      | 1      | 2      | 0      | 14       |
| Úszás                                               | 6      | 5      | 1      | 1      | 0      | 13       |
| Vitorlázás                                          | 1      | 0      | 4      | 0      | 0      | 5        |
| Vívás                                               | 3      | 1      | 3      | 1      | 0      | 8        |
| Vízilabda                                           | 0      | 0      | 1      | 0      | 0      | 1        |
|                                                     |        |        |        |        |        |          |
| Összesen                                            | 93     | 21     | 32     | 5      | 0      | 151      |

## Éremtáblázat
(A táblázatban Magyarország és a rendező ország csapata eltérő háttérszínnel, az egyes számoszlopok legmagasabb értéke, vagy értékei vastagítással kiemelve.)
| Az 1956. évi nyári olimpiai játékok éremtáblázatának első tíz helyezettje | Az 1956. évi nyári olimpiai játékok éremtáblázatának első tíz helyezettje | Az 1956. évi nyári olimpiai játékok éremtáblázatának első tíz helyezettje | Az 1956. évi nyári olimpiai játékok éremtáblázatának első tíz helyezettje | Az 1956. évi nyári olimpiai játékok éremtáblázatának első tíz helyezettje | Olimpia  |
| ------------------------------------------------------------------------- | ------------------------------------------------------------------------- | ------------------------------------------------------------------------- | ------------------------------------------------------------------------- | ------------------------------------------------------------------------- | -------- |
|                                                                           | Ország                                                                    | Arany                                                                     | Ezüst                                                                     | Bronz                                                                     | Összesen |
| 1.                                                                        | Szovjetunió (URS)                                                         | 37                                                                        | 29                                                                        | 32                                                                        | 98       |
| 2.                                                                        | Egyesült Államok (USA)                                                    | 32                                                                        | 25                                                                        | 17                                                                        | 74       |
| 3.                                                                        | Ausztrália (AUS)                                                          | 13                                                                        | 8                                                                         | 14                                                                        | 35       |
| 4.                                                                        | Magyarország (HUN)                                                        | 9                                                                         | 10                                                                        | 7                                                                         | 26       |
| 5.                                                                        | Olaszország (ITA)                                                         | 8                                                                         | 8                                                                         | 9                                                                         | 25       |
| 6.                                                                        | Svédország (SWE)                                                          | 8                                                                         | 5                                                                         | 6                                                                         | 19       |
| 7.                                                                        | Egyesült Német Csapat (EUA)                                               | 6                                                                         | 13                                                                        | 7                                                                         | 26       |
| 8.                                                                        | Nagy-Britannia (GBR)                                                      | 6                                                                         | 7                                                                         | 11                                                                        | 24       |
| 9.                                                                        | Románia (ROU)                                                             | 5                                                                         | 3                                                                         | 5                                                                         | 13       |
| 10.                                                                       | Japán (JPN)                                                               | 4                                                                         | 10                                                                        | 5                                                                         | 19       |
|                                                                           |                                                                           |                                                                           |                                                                           |                                                                           |          |
| Összesen                                                                  | Összesen                                                                  | 153                                                                       | 153                                                                       | 163                                                                       | 469      |

## Közvetítések
A Magyar Rádió erre az olimpiára egyedül Szepesi Györgyöt küldte ki tudósítani, közvetítései azonban a forradalom utáni helyzet miatt nem kerültek adásba.